# Старотомниково
Старотомниково (Старо-Томниково) — село в Моршанском районе Тамбовской области России. Административный центр Старотомниковского сельсовета.
Расположено на севере области, примерно в 33 км к северу от Моршанска и в 115 км от Тамбова.

## История

### XVII век
В XVII веке место, где сегодня располагается село Старотомниково, выглядело так: на правом, подпойменном берегу реки Цны был лес. Берега реки и прилегающие к ним неглубокие овраги покрывала густая древесно-кустарниковая растительность из ольхи, ветлы, черёмухи и калины.
Село впервые упоминается в 1676 году — в окладных книгах духовной епархии написано, что в селе Темниково было 72 двора крестьянских, 8 дворов бобыльских и 2 двора вдовьих. Село было владением графа Кирилла Разумовского — крупного помещика и землевладельца. Официальный план его застройки разрабатывался несколько позже.

### XVIII—XIX век
В селе построили[когда?] деревянную церковь, освященную в честь Благовещенья Пресвятой Богородицы (церковь была разрушена в 1976 году). В конце XVIII века село Старотомниково от графа Разумовского переходит во владение к древнейшему дворянскому роду Воронцовых. Всеми имениями графа управлял И. Ф. Столяров — сам из крестьян Псковской губернии. Особое значение в селе Старотомниково он уделял лесу. Жители села занимались земледелием, разводили скот, удили рыбу, растили лес, чем приносили немалый доход графу Иллариону Ивановичу Воронцову. Так продолжалось до смерти графа Воронцова-Дашкова — до 1916 года.
После смерти графа землю разделили между крестьянами. Поделили также барский дом и инвентарь.
Октябрьскую революцию 1917 года крестьяне встретили восторженно. В селе стали развиваться единоличные хозяйства. На территории села колхоз образовался в 1931 году. Одним из его первых председателей был Харитон Алексеевич Липатов. В колхозе получали неплохие урожаи ржи, овса, гречихи, проса.
В 1938 году в селе открылся первый детский сад. Работала библиотека, была открыта изба-читальня, крестьянские дети ходили в школу.
В селе открылись две хлебопекарни, медпункт, сельмаг.
В 1941 году на фронт из села ушли 450 человек, из них не вернулись 342 человека.
7 сентября 1910 года в селе родился Ступин Филипп Андреевич. Призван в ряды Красной Армии в августе 1941 г. Служил в пехотном командном училище во Владивостоке. По окончании училища оставили преподавателем. Принимал участие в боевых действиях 1945—1946 гг. в Советско-Японской войне. До октября 1946 г. был в комендатуре в Северной Корее, был мобилизован. Награждён медалью «За Победу над Японией».